# 飛行第62戰隊 (日本陸軍)
飛行第62戰隊（飛行第六十二戰隊、飛行第六二戰隊）為第二次世界大戰時舊日本陸軍的航空部隊，1941年11月14日於北海道帶廣市編成，戰時秘匿名為「灘九九〇八部隊」。通稱號為灘9908部隊、軍隊符號為 62F。

## 概要
歷代八名隊長中有四名戰死，為所有戰隊中最多者。其中以第6代新海希典少校最為著名，其任內62戰隊開始進行特攻，之後並參與沖繩特攻。
- 飛行分科：重轟炸
- 編成時期：1941年（昭和16年）11月14日
- 編成地：帶廣市（北海道）
- 使用機種：九七式重爆撃機、百式重轟炸機「呑龍」、四式重轟炸機「飛龍」
- 終戰時所在地：1945年於西筑波（茨城縣）迎接終戰

## 組織人事

### 歷代戰隊長
- 波多野魁夫大佐（陸士28期、1941年11月1日 - （12月8日戰死）
- 大西　洋　中佐（陸士34期、1941年12月11日 -
- 堀場一雄　大佐（陸士34期、1942年11月1日 -
- 芳賀信政　中佐（陸士34期、1943年10月25日 - （戰死）
- 石橋輝志　少佐（陸士43期、1944年4月7日 -
- 新海希典　少佐（航士50期、1945年2月24日 - （3月19日戰死）
- 澤登正三　少佐（陸士46期、1945年3月31日 - （4月12日戰死）
- 小野祐三郎少佐（航士50期、1945年4月19日 -